# Albena Peninsula
Albena Peninsula – półwysep położony na wschodnim krańcu wyspy Brabant Island w Archipelagu Palmera. Rozciąga się na długości 13 km w kierunku ze wschód na zachód, ma 9 km szerokości u podstawy, a jego granice wyznaczają: od północy czoło lodowca Lister Glacier, od południa zatoka Hill Bay, a na wschodzie przylądek Spallanzani Point. Został nazwany przez Bułgarów 23 listopada 2009 roku na cześć bułgarskiego nadmorskiego kurortu Albena.